# Rózsay József
Rózsay József (1848-ig Rosenfeld) (Lakompak, 1815 – Balatonfüred, 1885. május 19.) zsidó származású magyar orvos, gerontológus, a Magyar Tudományos Akadémia levelező tagja (1864).

## Élete
Lakompakon (ma: Ausztria, Burgenland tartomány) született, de szüleivel nemsokára Csáktornyára költözött, ahol apja gróf Festetich László uradalmi orvosa lett. Nagykanizsán, majd Szombathelyen tanult. Ezután a három elméleti évet a Pesti Egyetem orvosi karán, a két utolsó gyakorlati évet a Bécsi Egyetemen töltötte. 1840-ben orvosdoktorrá avatták, utána külföldre utazott tanulmányútra. Németországban orvosi egyetemeket, nagyobb kórházakat és fürdőhelyeket látogatott meg. Egy év múlva visszatért, és egy bécsi kórházban dolgozott, majd 1843-ban visszakerült Pestre.
1848-ban Rosenfeld családi nevét Rózsayra változtatta. A szabadságharc alatt tábori kórházi orvos volt, 1850 elejétől a szegényház főorvosa lett, s ezt az állását élete végéig megtartotta. Lényeges reformokat léptetett életbe, házi gyógyszertárt rendezett be. Kezdeményezte a munkaképtelen, elaggott szegények részére menhely létesítését, ami 1854-ben teljesült. Emellett huszonkét éven át a Szent Rókus Kórház fegyosztályát és a fogházat is ellátta mindaddig, míg az intézet a fővárostól az állam kezelésébe nem került. 1861-ben a pesti izraelita hitközségi kórház igazgatójául választották. 1867-ben Pest-Pilis-Solt-Kiskun vármegye tiszteletbeli főorvosává, 1868-ban az Országos Közegészségi Tanács tagjává nevezték ki. Az 1873-as kolerajárvány idején belügyminiszteri biztosként a lipótmezei tébolydánál működött.
Az MTA 1864. január 20-án levelező tagjává választotta. 1843-ban több társával együtt megalapította az Izraelita Magyarosító Egyletet és 1868-ban az Országos Magyar Izraelita Ösztöndíj Egyletet; ezeknek elnöke is ő volt. Számos cikke jelent meg magyar és német nyelvű szakfolyóiratokban.
Érdemei elismeréseként I. Ferenc József magyar király a tudomány nagy aranyérmével, később a Ferenc József-rend lovagkeresztjével tüntette ki; 1880-ban, orvosi működésének negyvenedik évfordulója alkalmával a Vaskorona-rend III. osztályát adományozta neki a lovagi méltósággal és a muraközi nemesi előnévvel. 1881-ben az aggápoló-intézet egyik elmebeteg ápoltja pisztolylövéssel megsebesítette, de néhány hét múlva sebéből felgyógyult. Végrendeletében az MTA-nak és a budapesti egyetem orvosi karának 5000–5000 forintot, más tudományos és jótékony egyesületekre is nagyobb összegeket, összesen 28 000 forintot hagyományozott.

## Munkái
- Muraköz helybeli természettani és orvosi szempontból. Németből ford. Edvi Illés László. Pest, 1840
- Dissertatio inaug. medico-practica de morbo Brighti. Windobonae, 1841
- Töredék a Vid-táncról. Pest, 1846
- A kénégenygőz hatása, különösen seborvosi tekintetből; tapasztalati adatokra építve s tudományosan felvilágosítva. uo., 1847 (Németül. uo., 1847)
- Sanitätsbericht über das Zwangsarbeitshaus und die Armenversorgungs-anstalt in Pest 1850-59. Pest, 1850-59. Tíz füzet
- Das Pester städtische Versorgungshaus Elisabethinum. Ein geschichtlicher Rückblick auf das Entstehen dieser Anstalt, sammt einer ausführlichen weisung über die Leistungen derselben im Verwaltungsjahre 1855-56. Mit einer Ansicht des Versorgsungshauses. uo., 1857
- A pestvárosi aggyámolda. uo., 1857
- A marienbadi iszapról. uo., 1860
- Emlékbeszéd, melyet néhai Schlesinger Ignác volt orvosdoktor, szülészmester, sz. kir. Kőszeg városának tisztel. főorvosa, a m. kir. egyetemi orvoskar tagja… felett a budapesti kir. orvosegyesület 1861. márc. 23. tartott rendkívüli gyűlésében tartott. uo., 1861 (melléklet a „Gyógyászat”-hoz)
- Szab. kir. Pest városi szegény gyámolda (Elisabethinum) és az aggkorban gyakran előforduló sajátságos kórok. uo., 1861
- Gyógyászat a hébereknél és a zsidó orvosok a középkorban. uo., 1862
- 1861–62. évi orvosi jelentés a pesti városi agggyámoldáról (Elisabethinum) és értekezlet az aggok emésztési bajairól. uo., 1863
- A pekleniczai hegyi kátrány (Muraközben) A magyar orvosok és természetvizsgálók 1863. Pesten tartott IX. nagygyűlésén előadta. uo., 1864 (különny. a m. orvosok és természetvizsgálók Munkálatiból)
- A véredényrendszer és légzőszervek aggkori változásai, kórbonctani és élettani tekintetben. uo., 1864 (különny. a m. orvosok és term. vizsgálók munkálataiból)
- Népszerű értekezés az ivóvízről egészségi szempontból s nehány szó a pesti vízvezetésről. uo., 1864
- Észleletek az aggkor élettani és kórtani váltakozati köréből, s a császár és királyné ő felsége védelme alatt álló pestvárosi gyámoldának Elisabethinum 34 évről, 1830-tól 1863-ig szóló statisztikája. Székfoglaló értekezés. uo., 1865
- Szab. kir. Pest városi Elisabethinum szegény gyámoldának történeti vázlata. uo., 1866
- Adatok a hagymáz oktanához. uo., 1868 (Értekezések a természettud. köréből I. 9.)
- Az 1864-65. és 1867. hagymáz és 1867-ki himlőjárvány a pestvárosi közkórház és első fiókkórházában. uo., 1868
- Az 1866-ki cholerajárvány a sz. Rókus fiókkórházban Pesten
- Adatok a járványok oki viszonyaihoz. (Értekezések a természettud. köréből. I. k. 18. sz.) Pest, 1870
- Az orvos- és természettudományok legújabbkori haladása. A m. orvosok- és természetvizsgálók XVI. nagygyűlésén előadta. uo., 1873 (különny. a m. orvosok és természetvizsgálók munkálataiból)
- Budapest főváros Erzsébet-hez címzett aggápoldája- és kényszerdologházában 1873. 74. és 75. évben ápolt betegekről szóló orvosi jelentés. uo., 1873-75. Három füzet
- A gróf Széchenyi István-keserűforrás Budán. Helyviszonyai, vegyi, élettani és gyógytulajdonságai és alkalmazásának módja. Bpest, 1874 (Németül. uo., 1874)
- A hullák elégetéséről. uo., 1874
- Tanulmány a régi zsidók orvostanához. uo., 1875 (Értekezések a természettudom. köréből V. 9.)
- Emlékbeszéd, melyet néhai dr. Grósz Fülöp és dr. Hermann Adolf volt kórházi főorvosok fölött arcképeik 1875. jún. 13. a pesti izr. kórházban történt leleplezése alkalmával tartott. uo., 1875
- Börtönügy. uo., 1879
- Budapest főváros jótékonysági intézetei és egyletei. uo., 1879
- Emlékbeszéd Kovács Sebestyén Endre felett. Uo. 1879 (Értekezések a természettud. köréből. IX. 14.)